# Małowid
Małowid – staropolskie imię męskie, zrekonstruowane na podstawie nazwy wsi Małowidz, złożone z członów Mało- ("mało") i -wid ("widzieć", ale może od widz - "sługa, posłaniec").
Małowid imieniny obchodzi 19 listopada.